# Lacinipolia obnigra
Lacinipolia obnigra är en fjärilsart som beskrevs av Smith 1901. Lacinipolia obnigra ingår i släktet Lacinipolia och familjen nattflyn. Inga underarter finns listade i Catalogue of Life.